# Tolbutamid
Tolbutamid – organiczny związek chemiczny, metylowa pochodna sulfonylomocznika, lek należący do doustnych leków hipoglikemizujących, który był szeroko stosowany w leczeniu cukrzycy typu II.
Był lekiem „pierwszego rzutu” z zarejestrowanych ówcześnie pochodnych sulfonylomocznika, wypierając dość wcześnie pierwszy zsyntetyzowany karbutamid z powodu jego silnych działań ubocznych. Zsyntetyzowanie nowszych pochodnych sulfonylomocznika (np. glimepiryd, gliklazyd) – które dodatkowo wykazują tzw. działanie pozatrzustkowe – sprawiło, że tolbutamid został w wielu krajach wycofany z lecznictwa.